# Cornelia Bouman

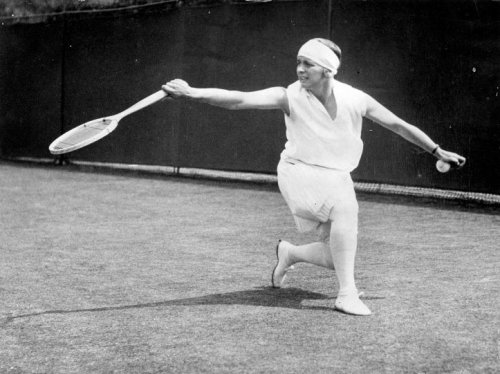
Kea Bouman

Cornelia „Kea“ Bouman (* 23. November 1903 in Almelo; † 17. November 1998 in Delden) war eine Tennisspielerin aus den Niederlanden. 

## Karriere
Boumans größter Erfolg war der Gewinn der French Open 1927. Im Finale der Damen schlug sie Irene Peacock aus Südafrika in zwei Sätzen mit 6:2, 6:4. Sie war die erste (und bis heute einzige) niederländische Tennisspielerin, die jemals ein Grand-Slam-Turnier gewinnen konnte.
Außerdem gewann sie bei den Olympischen Sommerspielen 1924 in Paris die Bronzemedaille im gemischten Doppel mit ihrem Partner Hendrik Timmer. 1929 gewann sie noch mit der Spanierin Lilí Álvarez den Doppeltitel in Paris gegen die Südafrikanerinnen Bobby Heine und Alida Neave mit 7:5, 6:3.
Sie war allerdings auch in anderen Disziplinen erfolgreich, war niederländische Golfmeisterin und spielte für das nationale Hockeyteam.